# Lucky (píseň, Britney Spears)
Lucky (Šťastná) je druhá píseň z druhé řadové desky Britney Spears. Song byl vydán během třetí třetiny roku 2000.

## Informace o písni
Píseň opět napsali a produkovali duo Max Martin a Rami. Text je o herečce, která je zdánlivě šťastná, jelikož má peníze, slávu, krásu, ale ve skutečnosti je hrozně osamělá.

## Videoklip
Video protentokrát režíroval Dave Meyers a celý se natáčel v Orlandu na Floridě. Na počátku klipu vidíme Britney jako vypravěčku v divadle, která uvádí život jedné hollywoodské hvězdy, která se jmenuje Lucky a hraje ji také Britney Spears.
Když se opona otevře, vidíme obrovský plakát, na které je Britney coby slavná herečka i nakreslena. Vidíme Lucky, která má všechno, ale tváří se velmi smutně, i když si ve videoklipu dokráčí pro největší hereckou poctu, pro Oskara. Usmívá se na své fanoušky a všem děkuje, ale uvnitř ví, že to pro ni není opravdové štěstí.

## Hitparádové úspěchy
Ačkoli píseň Lucky nedosáhla obřích rozměrů předchozí písně Oops!… I Did It Again, ale v hudebním měřítku byla relativně úspěšná. V USA se píseň odsadila nejvýše třiadvacáté místo.
V Evropě se většinou píseň probojovala do Top 10, ale v Kanadě a Brazílii se úspěchu moc netěšila, spíše sklidila posměch díky klipu, kde Britney přebírá Oskara.
Ve Velké Británii se prodalo písně více než 203,000 kusů.

## Umístění ve světě
| Hitparáda (2000)      | Umístění |
| --------------------- | -------- |
| USA Billboard Hot 100 | 23       |
| Rakousko              | 1        |
| Austrálie             | 3        |
| Belgie                | 10       |
| Brazílie              | 60       |
| Kanada                | 50       |
| Nizozemsko            | 4        |
| Finsko                | 15       |
| Francie               | 16       |
| Německo               | 1        |
| Indonésie             | 1        |
| Lotyšsko              | 2        |
| Mexiko                | 5        |
| Nový Zéland           | 4        |
| Norsko                | 5        |
| Filipíny              | 1        |
| Švédsko               | 1        |
| Švýcarsko             | 1        |
| Tokio                 | 17       |
| Velká Británie        | 5        |
| Světová hitparáda     | 2        |